# Luis Rosadilla
Luis Rosadilla (Montevideo, 21 de diciembre de 1953) es un político uruguayo perteneciente a la Corriente de Acción y Pensamiento-Libertad, sector integrante del Frente Amplio.

## Biografía

### Primeros años
Rosadilla nació en Montevideo, en el año 1953. Durante su infancia vivió en Canelones, hasta 1964 cuando retornó a su departamento natal, más específicamente en el Cerrito de la Victoria. 

### Actuación en el MLN
Realizó sus estudios primarios y secundarios en instituciones públicas de la zona. En 1966, a los 13 años, comenzó a trabajar como confitero en una panadería. Mientras realizaba sus estudios secundarios se unió al Movimiento de Liberación Nacional-Tupamaros, lo que le costó perder su libertad en diciembre de 1973 tras el golpe de Estado perpetrado en junio de ese año. Su compromiso con el MLN-T, según sus propias declaraciones, era total. Fue liberado recién en 1982, tras nueve años de prisión. Al salir de la misma se ganó la vida lavando sábanas y ropa que su madre, que era empleada doméstica, le conseguía.

### Salida de la dictadura
Una vez retomada la democracia, en 1985 contribuyó en la reorganización del MLN-T. Actuó en la dirección del Movimiento 26 de Marzo, luego en la del MLN, dirección que integró en el período 1991-1992; estuvo en la dirección del Movimiento de Participación Popular en el mismo período hasta 1993. Paralelamente, fundó su propia panadería, en 1992, en la cual trabajó hasta 1999 cuando el senador electo Eleuterio Fernández Huidobro lo convoca para ser su secretario en el Parlamento, cargo que desempeñó hasta el 2004.

### Carrera política
En las elecciones de octubre del 2004, Rosadilla ocupó el quinto lugar en la lista del MPP de diputados por Montevideo. La votación de este sector le valió ocupar una banca en la Cámara de Representantes entre 2005 y 2009, en la cual integró y presidió la Comisión de Defensa.
Resultó reelecto al cargo en las elecciones del 2009, esta vez, por la Corriente de Acción y Pensamiento-Libertad.
En diciembre del 2009, el presidente electo del Uruguay José Mujica lo designa como futuro Ministro de Defensa, cargo que asume el 1 de marzo de 2010.

## Actualidad
Rosadilla presentó su renuncia al Ministerio de Defensa; en su lugar asumirá Eleuterio Fernández Huidobro.
Desde la OEA ha participado en diferentes misiones a Centroamérica, la última de ellas a Nicaragua en julio de 2018